# Ворф
Ворф (енгл. River Wharfe) је река у Уједињеном Краљевству, у Енглеској. Дуга је 97 km. Улива се у Уз. 